# Dióscoro Rojas
Erico Dióscoro Primitivo Rojas Campos (Molina, Maule, 18 de mayo de 1950) es un músico y político chileno. Fundó el colectivo Los Guachacas en 1997, que promueve la cultura urbana homónima e inauguró la Cumbre Guachaca en 1998. Es consejero regional desde 2018 y representa a las comunas de Santiago, Recoleta, Independencia, Quinta Normal, Cerro Navia y Lo Prado.

## Historial electoral

### Elecciones de consejeros regionales de 2017
- Elecciones de consejero regional, por la circunscripción Santiago II Centro (Santiago, Recoleta, Independencia, Quinta Normal, Cerro Navia, Lo Prado)[3]

| Candidato              | Pacto                               | Partido | Votos  | %    | Resultados |
| ---------------------- | ----------------------------------- | ------- | ------ | ---- | ---------- |
| Noemí Martínez Díaz    | Frente Amplio                       | RD      | 29 874 | 9,50 | Consejera  |
| Álvaro Lavín Aliaga    | Chile Vamos                         | UDI     | 29 709 | 9,45 | Consejero  |
| Celin Moreno Cruz      | Chile Vamos                         | RN      | 28 806 | 9,15 | Consejero  |
| Jaime Gajardo Orellana | Por Un Chile Justo y Descentalizado | PCCh    | 17 428 | 5,54 |            |
| Sergio Flores Ramírez  | Frente Amplio                       | PI      | 17 150 | 5,45 |            |
| Dióscoro Rojas Campos  | Unidos por la Descentralización     | PS      | 16 432 | 5,23 | Consejero  |

### Elecciones de consejeros regionales de 2021
- Elecciones de consejero regional, por la circunscripción Santiago II Centro (Santiago, Recoleta, Independencia, Quinta Normal, Cerro Navia, Lo Prado)[3]

| Candidato                   | Pacto                         | Partido | Votos  | %     | Resultados |
| --------------------------- | ----------------------------- | ------- | ------ | ----- | ---------- |
| María Eugenia Puelma Alfaro | Por un Chile Digno            | PCCh    | 32 423 | 10,29 | Consejera  |
| Noemí Martínez Díaz         | Frente Amplio                 | RD      | 23 296 | 7,39  | Consejera  |
| Sofía Muñoz Garay           | Republicanos e Independientes | PRCh    | 16 623 | 5,28  | Consejera  |
| Dióscoro Rojas Campos       | Unidad Constituyente          | PS      | 15 956 | 5,06  | Consejero  |
| Melanie Bustos Alveal       | Ecologistas e Independientes  | ILAC    | 15 565 | 4,94  |            |
| Celin Moreno Cruz           | Chile Vamos                   | RN      | 12 397 | 3,93  |            |
| Natalia Moreno Monroi       | Partido de la Gente           | PDG     | 11 892 | 3,78  |            |
| Álvaro Lavín Aliaga         | Chile Vamos                   | UDI     | 10 801 | 3,44  |            |
| Javier Velasco Villegas     | Frente Amplio                 | CS      | 8 678  | 2,76  |            |